# Boophis jaegeri
Boophis jaegeri е вид земноводно от семейство Mantellidae. Видът е световно застрашен, със статут Уязвим.

## Разпространение
Разпространен е в Мадагаскар.